# Pilos
Pylos  este un oraș în Peloponezul de vest, în prefectura Messinia, Grecia .